# Campeonato Mundial de Luge de 2020
El XLIX Campeonato Mundial de Luge se celebró en Sochi (Rusia) entre el 14 y el 16 de febrero de 2020 bajo la organización de la Federación Internacional de Luge (FIL) y la Federación Rusa de Luge.
Las competiciones se realizaron en el Centro de Deportes de Deslizamiento Sanki de la ciudad rusa. Fueron disputadas 7 pruebas, 4 masculinas, 2 femeninas y una mixta.

## Medallistas
| Evento                                                  | Oro                                                                                   | Plata                                                                      | Bronce                                                                            |
| ------------------------------------------------------- | ------------------------------------------------------------------------------------- | -------------------------------------------------------------------------- | --------------------------------------------------------------------------------- |
| Masculino individual (16.02)                            | Roman Repilov · Rusia · 1:43,099                                                      | Jonas Müller · Austria · 1:43,131                                          | Wolfgang Kindl · Austria · 1:43,301                                               |
| Masculino velocidad (14.02)                             | Roman Repilov · Rusia · 34,901                                                        | David Gleirscher · Austria · 34,907                                        | Dominik Fischnaller · Italia · 34,959                                             |
| Doble (15.02)                                           | Toni Eggert · Sascha Benecken · Alemania · 1:39,384                                   | Alexandr Denisiev · Vladislav Antonov · Rusia · 1:39,488                   | Tobias Wendl · Tobias Arlt · Alemania · 1:39,526                                  |
| Doble velocidad (14.02)                                 | Alexandr Denisiev · Vladislav Antonov · Rusia · 31,281                                | Emanuel Rieder · Simon Kainzwaldner · Italia · 31,326                      | Tobias Wendl · Tobias Arlt · Alemania · 31,362                                    |
| Femenino individual (15.02)                             | Yekaterina Katnikova · Rusia · 1:39,398                                               | Julia Taubitz · Alemania · 1:39,492                                        | Viktoriya Demchenko · Rusia · 1:39,537                                            |
| Femenino velocidad (14.02)                              | Yekaterina Katnikova · Rusia · 31,105                                                 | Tatiana Ivanova · Rusia · 31,113                                           | Elīza Cauce Letonia 31,142                                                        |
| Equipo mixto femenino ind. masculino ind. doble (16.02) | Alemania · Julia Taubitz · Johannes Ludwig · Toni Eggert · Sascha Benecken · 2:44,213 | Letonia Kendija Aparjode Kristers Aparjods Andris Šics Juris Šics 2:44,534 | Estados Unidos Summer Britcher Tucker West Chris Mazdzer Jayson Terdiman 2:44,557 |

## Medallero
| Núm. | País           | Oro | Plata | Bronce | Total |
| ---- | -------------- | --- | ----- | ------ | ----- |
| 1    | Rusia          | 5   | 2     | 1      | 8     |
| 2    | Alemania       | 2   | 1     | 2      | 5     |
| 3    | Austria        | 0   | 2     | 1      | 3     |
| 4    | Italia         | 0   | 1     | 1      | 2     |
| 4    | Letonia        | 0   | 1     | 1      | 2     |
| 6    | Estados Unidos | 0   | 0     | 1      | 1     |
|      | TOTAL          | 7   | 7     | 7      | 21    |